# Universalinstrument

Universalinstrument nach Ludwig Tesdorpf, Mathematisch-Mechanische Werkstätte, Stuttgart

Universalinstrument (auch Universal) ist die Bezeichnung für Winkel-Messgeräte in der Astronomie, mit denen genaue Winkelmessungen in beiden Richtungen (Azimut und Höhenwinkel) durchgeführt werden können.
Darin unterscheiden sie sich von horizontal fixierten (nicht-schwenkbaren) Instrumenten wie dem Meridiankreis, dem Passageinstrument und anderen Durchgangsinstrumenten der Astrometrie, mit denen v. a. Zeitbestimmungen und Sternörter gemessen werden.
Die Universalinstrumente sind mit besonders genauen Röhrenlibellen ausgerüstet, die Parswerte von nur wenigen Winkelsekunden besitzen. Die Feinbewegung der beiden Drehachsen muss Zielgenauigkeiten unter 1" ermöglichen und die Teilkreise Ablesungen auf mindestens 0,5".
Bekannte Typen von Universalinstrumenten sind der Wild T4 der Firma Wild Heerbrugg und der DKM3-A der früheren Firma Kern & Co AG (beide in der Schweiz). Vorgängermodelle wurden um die Jahrhundertwende u. a. von Starke & Kammerer (Wien) erzeugt. Die meisten der Instrumente haben ein gebrochenes Fernrohr, wodurch sie kompakter und im Gebrauch handlicher werden.
Die in der Geodäsie verwendeten Theodolite sind mit den astronomischen Universalen verwandt. Sie haben allerdings eine kleinere und kompaktere Bauweise, damit sie handlicher sind und den oft rauen Einsatzbedingungen gewachsen sind. Auch die modernen digitalen Tachymeter der Ingenieurgeodäsie zählen zur selben Instrumentengruppe, sind allerdings mit zusätzlichen Geräten zur elektronischen Distanzmessung ausgestattet.